# Francis Salvador
Francis Salvador ou também Francisco Salvador (Londres, 1747 — 1776) foi um proeminente revolucionário norte-americano de origem portuguesa que lutou pela independência dos Estados Unidos face ao Reino Unido.
Francis nasceu em 1747 em Londres, bisneto de Joseph Salvador, um rico mercador e governador da Companhia Inglesa das Índias Orientais, presidente da comunidade judaica sefardita de língua portuguesa dessa cidade. A família Salvador, originalmente de Tomar, tinha emigrado há gerações devido às perseguições da Inquisição. Mantiveram sempre a língua portuguesa.
Após a ruína da família devido ao terramoto de 1755 em Lisboa, onde tinham avultados investimentos, e à falência da Companhia das Índias Orientais, Salvador emigrou em 1773 para a única possessão significativa que ainda lhe pertencia, uma propriedade na então colónia inglesa da Carolina do Sul. Com os fundos que havia salvaguardado, comprou em 1774 ainda mais terras tornando-se um dos proprietários mais influentes dessa colónia.
Com as crescentes dificuldades no relacionamento das colónias americanas com a Inglaterra, Salvador escolheu aliar-se com o partido patriota americano. Foi eleito deputado no 96°Círculo para o primeiro e segundo Congresso Provincial (pró-independentistas) em 1775, e serviu nas comissões que procuraram convencer os notáveis a aceitar a independência da colónia. Foi o primeiro judeu e o primeiro luso-descendente a servir numa assembleia colonial, ou em qualquer outro cargo político, do que viria a tornar-se os Estados Unidos.
Em 1776 a guerra começa na Carolina do Sul com uma insurreição dos Cherokees armados pelos ingleses, de modo a permitir o desembarque destes na costa. Salvador dá-se conta da situação e dá o alarme ao Major Williamson. Na batalha que se seguiu com os ingleses e índios Salvador foi alvejado. Francis Salvador morreu das feridas infligidas em 1 de Agosto de 1776.